# Bibionomorpha
Bibionomorpha  — інфраряд Двокрилих комах в підряді Довговусих.

## Класифікація
Інфраряд містить понад 10000 сучасних видів і багато викопних форм, що згруповані у 6 надродинах, з яких три повністю викопні.

### Сучасні родини
- Інфраряд Bibionomorpha
  - Надродина Bibionoidea
    - Bibionidae
    - Hesperinidae

  - Надродина Pachyneuroidea
    - Pachyneuridae

  - Надродина Sciaroidea
    - Bolitophilidae
    - Cecidomyiidae
    - Diadocidiidae
    - Ditomyiidae
    - Keroplatidae
    - Lygistorrhinidae
    - Mycetophilidae
    - Rangomaramidae
    - Sciaridae

### Вимерлі родини
- Incertae sedis
  - Cascopleciidae† Середній крейдяний період
  - Eopleciidae †(Ранній юрський період)
  - Oligophryneidae †(Пізній тріасовий період)
  - Paraxymyiidae †(Середній юрський період)
  - Protobibionidae †(Середній юрський період)
  - Protopleciidae †(юрський період)
  - Protorhyphidae †(Пізній тріасовий період)
  - Protoscatopsidae †(Середній юрський період)
- Надродина Pleciodictyidea †
  - Pleciodictyidae — †(Пізній тріасовий період)
- Надродина Protoligoneuridea †
  - Protoligoneuridae —†(Пізній тріасовий період)
- Надродина Fungivoridea
  - Pleciofungivoridae †(Пізній тріасовий період, Ранній та середній юрський період)
  - Palaeopleciidae † (Пізній тріасовий період)
  - Pleciomimidae †(Ранній та середній юрський період)
  - Archizelmiridae †(Середній юрський період)
  - Fungivoritidae †(Середній та Пізній юрський період)
  - Tipulopleciidae †(Середній юрський період)
  - Sinemediidae †(Середній юрський період)